# Cagnina di Romagna
Il Cagnina di Romagna è un vino DOC la cui produzione è consentita nelle province di Forlì-Cesena e Ravenna. Dal 2011 la denominazione è modificata in Romagna Cagnina.

## Caratteristiche organolettiche
- colore: rosso violaceo.
- odore: vinoso, caratteristico.
- sapore: dolce, di corpo, un po' tannico, leggermente acidulo.

## Cagnina e canëna
I primi vitigni di cagnina sembra siano stati importati dall'Istria al Ravennate dai Bizantini (forse ai tempi dell'Esarcato d'Italia).
Cagnina e canëna sono entrambi due colonne portanti della viticoltura romagnola, ma non sono da confondere:
- cagnina: appena descritta
- canëna: vino rosso, povero, utilizzato soprattutto per i tagli.

## Abbinamenti consigliati
Caldarroste, formaggi freschi, dolciumi.

## Produzione
Provincia, stagione, volume in ettolitri
- Forlì (1990/91) 1496,61
- Forlì (1991/92) 1907,11
- Forlì (1992/93) 1871,93
- Forlì (1993/94) 2376,67
- Forlì (1994/95) 2362,0
- Forlì (1995/96) 2674,77
- Forlì (1996/97) 2497,96
- Ravenna (1990/91) 212,16
- Ravenna (1991/92) 317,4
- Ravenna (1992/93) 213,0
- Ravenna (1993/94) 336,99
- Ravenna (1994/95) 472,16
- Ravenna (1995/96) 486,72
- Ravenna (1996/97) 628,99